# Kashmiria aphidis
Kashmiria aphidis är en stekelart som beskrevs av den tjeckiske entomologen Petr Starý och Bhagat 1978. Kashmiria aphidis ingår i släktet Kashmiria och familjen bracksteklar. Inga underarter finns listade i Catalogue of Life.